# Dipôle dual

## Définition
À chaque dipôle d'équation caractéristique {\displaystyle u_{D}=f(i_{D})\,}, on peut faire correspondre un autre dipôle appelé dipôle dual ayant pour équation caractéristique : {\displaystyle i_{D}=f(u_{D})\,} c’est-à-dire {\displaystyle u_{D}=f^{-1}(i_{D})\,}
Lorsqu'on connaît la caractéristique d'un dipôle, on obtient celle de son dipôle dual en traçant une courbe parfaitement symétrique par rapport à la droite d'équation {\displaystyle u=i\,}.

## Exemples
| Dipôle                | {\displaystyle u_{D}=f(i_{D})\,}                        | Dipôle dual           | {\displaystyle i_{D}=f(u_{D})\,}                        |  |
| conducteur parfait    | {\displaystyle u=0\,} quel que soit {\displaystyle i\,} | coupure du circuit    | {\displaystyle i=0\,} quel que soit {\displaystyle u\,} |  |
| Résistance            | {\displaystyle u=R.i\,}                                 | Conductance           | {\displaystyle i=G.u\,}                                 |  |
| Inductance            | {\displaystyle u=L.{\frac {di}{dt}}\,}                  | Condensateur          | {\displaystyle i=C.{\frac {du}{dt}}\,}                  |  |
| Générateur de tension | {\displaystyle u=E\,} quel que soit {\displaystyle i\,} | Générateur de courant | {\displaystyle i=I\,} quel que soit {\displaystyle u\,} |  |
| Diode                 |                                                         | Diode                 |                                                         |  |
| Thyristor             |                                                         | Thyristor dual        |                                                         |  |

## Intérêt
La dualité est un outil de calcul, mais aussi de conception, en électronique ou en électronique de puissance. Elle permet de transposer des calculs fait pour un circuit à son circuit dual. Circuit dual qui peut nous faire penser au modèle équivalent de Thévenin (MET) ou de Norton (MEN).